# Perchta

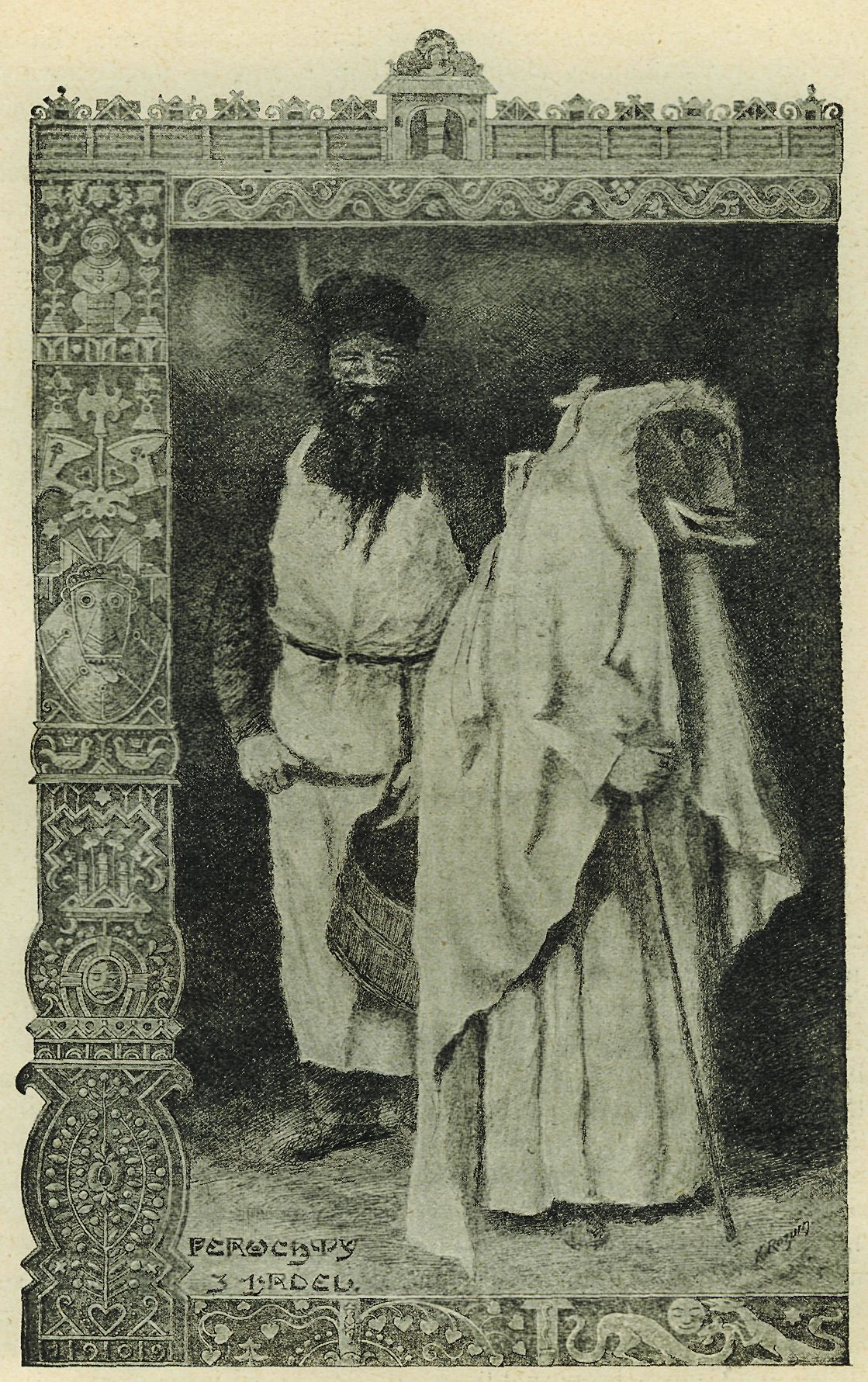
Peruchty z Hrdel, 1910

Perchta je folklórní postava, známá především v jižním Německu a v Rakousku, často ztotožňována s bílou paní. Je spojována s hypotetickou pragermánskou bohyní jménem Frijjō, a srovnávána tak se severskou Frigg a Freyou. Podle Jacoba Grimma a Lotte Motze je Berchta jihoněmeckou obdobou Holdy, s kterou sdílí roli „strážce zvířat“ a zjevování se během Vánoc kdy dohlíží na předení.
Jméno této postavy má řadu variant, například Perahta, Berchte, Berchta, Behrta nebo Pehta. V Bádensku, Švábsku, Švýcarsku a některých oblastech Slovinska je známa jako Frau Faste „paní půst“ či Kvaternica což ji spojuje s takzvanými suchými dny. S jejím jménem se často pojí přízvisko paní (německy Frau).

## Česko
V Česku je Perchta spojována zpravidla s Perchtou z Rožmberka, šlechtičnou žijící v 15. století, která byla po své smrti ztotožněna s bílou paní zjevující se na různých rožmberských sídlech. Rozšíření pověstí a úsloví jako je například jako jiná Perchta chodí tedy „pyšně chodí“ ukazuje na to, že se jedná o starší fenomén než je tato historická postava. Perchta, případně perchty, se, stejně jako v německy mluvících zemích, objevovala i v lidových zvycích spojených s Vánocemi jako jedna ze středozimek. Perchty obcházely domácnosti před Vánocemi, obvykle večer v den svaté Barbory či Lucie, byly zahalené v bílém a mívaly strašidelnou masku podobnou psí nebo dračí hlavě s velkými zuby a vyplazeným jazykem. Perchta strašidelně huhlala a v ruce nesla dřevěný nůž, jímž strašila děti, nedodržující půst (hrozila, že je rozpáře a vycpe koudelí) někde dohlížela i na zákaz předení v neděli (jinde se věřilo, že přestoupení tohoto zákazu potrestá rarášek či jiné strašidlo). 